# Gawababiganikak
Gawababiganikak (Gaa-waabaabiganikaag, White Earth Chippewa), jedna od značajnijih bandi Chippewa Indijanaca koji su nekoć živjeli u blizini white Earth Lake u sjeverozapadnoj Minnesoti. Njihovo ime označava place of much white earth, a tako se danas naziva i rezervat gdje žive njihovi potomci pod imenom Gaa-waakabiganikaag Anishinaabeg ili White Earth Band of Ojibwe. Glavno naselje je Wgite Earth ili Gaa-waabaabiganikaag .
Populacija im je 1905. iznosila 1.735. Rezervat koji se prostire na 837.120 akera, utemeljen je za njih 1868.
Poznatija pripadnica plemena je Winona LaDuke.